# NGC 3022
NGC 3022 је лентикуларна галаксија у сазвежђу Секстант која се налази на NGC листи објеката дубоког неба.
Деклинација објекта је - 5° 9' 59" а ректасцензија 9h 49m 39,2s. Привидна величина (магнитуда) објекта NGC 3022 износи 13,2 а фотографска магнитуда 14,2. NGC 3022 је још познат и под ознакама MCG -1-25-46, PGC 28257.